# بيتر مونتجومري
بيتر مونتجومري (بالإنجليزية: Peter Montgomery)‏ هو رياضياتي أمريكي، ولد في 25 سبتمبر 1947 في سان فرانسيسكو في الولايات المتحدة.